# Bacolod (Negros Occidental)
Bacolod (hiligaynon: Dakbanwa sang Bacolod; filippino: Lungsod ng Bacolod) è una città indipendente altamente urbanizzata (HUC) delle Filippine, geograficamente ubicata nella Provincia di Negros Occidental, nella Regione di Visayas Occidentale. Pur facendone geograficamente parte ed essendone anche il capoluogo, e pur essendo inserita nelle statistiche ufficiali, la città è amministrativamente indipendente dalla provincia.
Con una popolazione residente di 511 820 abitanti conteggiati nel censimento del 2010, Bacolod è la città più popolosa della Negros Island Region e la diciassettesima delle Filippine.
Insieme alle città di Silay e di Talisay, Bacolod è parte dell'area metropolitana di Metro Bacolod e, grazie al carattere amichevole della sua popolazione, gode dell'appellativo di città dei sorrisi e nel 2008 è stata nominata "miglior posto dove vivere nella Filippine" dal periodico MoneySense Magazine. Vi si tiene il MassKara Festival ogni terza settimana di ottobre, in vicinanza della data in cui Bacolod fu dichiarata una città, il 19 ottobre 1938.

## Storia
Già esistente prima dell'arrivo degli spagnoli nel 1565, l'abitato si era sviluppato come un piccolo villaggio vicino alla foce del fiume Magsungay abitato da popolazioni malesi dell'etnia Taga-ilog. I primi missionari spagnoli posero il villaggio di Magsungay sotto la protezione di San Sebastiano nel Settecento e l'abitato venne ribattezzato “San Sebastian de Magsungay”.
A causa dei continui e frequenti attacchi dei pirati musulmani di etnia Moro che imperversarono nella zona nei secoli XVI e XVII, gli abitanti di Magsungay si spostarono nell'entroterra sulle colline non distanti dal mare chiamate Buklod e che nel tempo diedero nome all'attuale città di Bacolod. Tuttavia, passato il pericolo delle scorrerie dei pirati, gli abitanti delle colline si spostarono nella zona pianeggiante ai loro piedi che è l'attuale posizione della città.
Nell'anno 1770 Bernardo de los Santos divenne il primo Governadorcillo, o capitano, della città e nel 1806 fu insediato il primo sacerdote della parrocchia, frate Leon Pedro, con nomina di Proprietario di Bacolod.
Bacolod fu dichiarata ufficialmente una città il 19 ottobre 1938; il 22 dicembre 1979 ebbe lo status di città altamente urbanizzata.
Bacolod è formata da 61 baranggay:
- Alangilan
- Alijis
- Banago
- Barangay 1 (Pob.)
- Barangay 2 (Pob.)
- Barangay 3 (Pob.)
- Barangay 4 (Pob.)
- Barangay 5 (Pob.)
- Barangay 6 (Pob.)
- Barangay 7 (Pob.)
- Barangay 8 (Pob.)
- Barangay 9 (Pob.)
- Barangay 10 (Pob.)
- Barangay 11 (Pob.)
- Barangay 12 (Pob.)
- Barangay 13 (Pob.)
- Barangay 14 (Pob.)
- Barangay 15 (Pob.)
- Barangay 16 (Pob.)
- Barangay 17 (Pob.)
- Barangay 18 (Pob.)

- Barangay 19 (Pob.)
- Barangay 20 (Pob.)
- Barangay 21 (Pob.)
- Barangay 22 (Pob.)
- Barangay 23 (Pob.)
- Barangay 24 (Pob.)
- Barangay 25 (Pob.)
- Barangay 26 (Pob.)
- Barangay 27 (Pob.)
- Barangay 28 (Pob.)
- Barangay 29 (Pob.)
- Barangay 30 (Pob.)
- Barangay 31 (Pob.)
- Barangay 32 (Pob.)
- Barangay 33 (Pob.)
- Barangay 34 (Pob.)
- Barangay 35 (Pob.)
- Barangay 36 (Pob.)
- Barangay 37 (Pob.)
- Barangay 38 (Pob.)

- Barangay 39 (Pob.)
- Barangay 40 (Pob.)
- Barangay 41 (Pob.)
- Bata
- Cabug
- Estefania
- Felisa
- Granada
- Handumanan
- Mandalagan
- Mansilingan
- Montevista
- Pahanocoy
- Punta Taytay
- Singcang-Airport
- Sum-ag
- Taculing
- Tangub
- Villamonte
- Vista Alegre

## Infrastrutture e trasporti
Bacolod è servita dall'aeroporto di Bacolod, situato nella vicina città di Silay.